# Каражал (Аягозький район)
Каража́л (каз. Қаражал) — село у складі Аягозького району Абайської області Казахстану. Входить до складу Карагаського сільського округу.
Населення — 92 особи (2021; 182 у 2009, 228 у 1999, 244 у 1989).
Національний склад станом на 1989 рік:
- казахи — 100 %